# Roquefort (Käse)

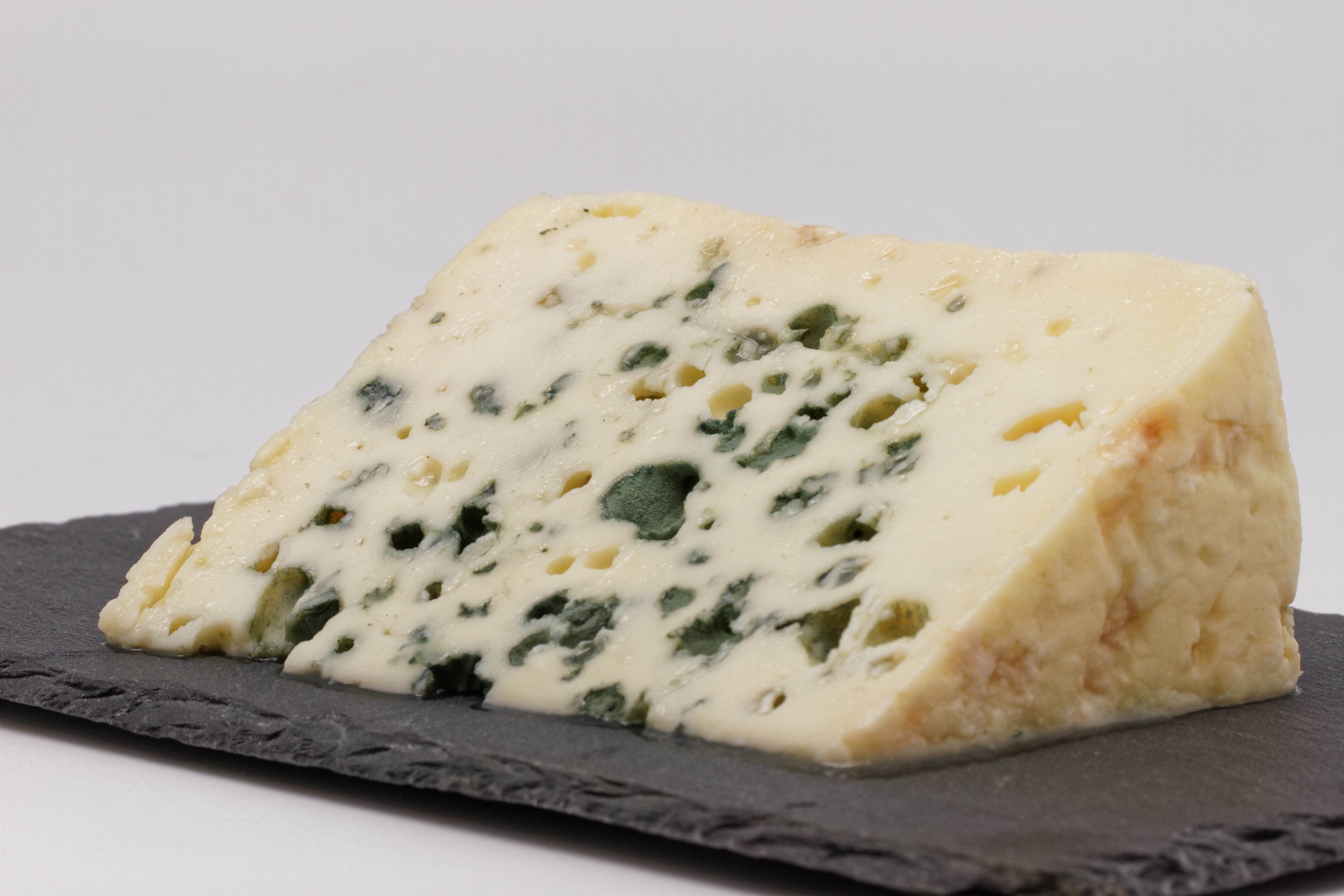
Ein Stück Roquefort auf einer Schieferplatte

Roquefort ist ein grün-blau marmorierter Blauschimmelkäse aus roher Schafsmilch, der in der Umgebung des französischen Dorfes Roquefort-sur-Soulzon in der kargen Region Rouergue im Département Aveyron hergestellt wird.
Der Roquefort war der erste französische Käse, der 1925 durch eine Appellation d’Origine (geschützte Herkunftsbezeichnung) gesetzlich geschützt wurde. Seit 1996 ist Roquefort eine geschützte Ursprungsbezeichnung (AOP).

## Geschichte
Der Roquefort hat eine sehr lange Tradition: Schon die Römer kannten roquefortartigen Käse, wie Plinius der Ältere in seiner Naturalis historia erwähnt. Um 1070 findet der Roquefort unter diesem Namen erste Erwähnung in Klosterbüchern der Abtei von Conques, die Abgaben wurde zum Teil in Form von Roquefort bezahlt.
Im Jahr 1411 erteilte Karl VI. den Bewohnern von Roquefort das Monopol für die Käsereifung in Kalksteinhöhlen des Bergmassivs Combalou im Westen der Cevennen. 1666 bestätigte das Parlament von Toulouse in einem Beschluss die vorher von fünf weiteren französischen Königen erteilten Privilegien. Diderot und d’Alembert erklärten den Roquefort 1782 zum König der Käse. Auch der Nationalkonvent beschloss während der Französischen Revolution den Fortbestand der Privilegien.
Im Jahre 1842 wurde zum Schutze eines entsprechenden Marktes die Käsegenossenschaft Roquefort Société sur Choix unter dem Direktorat von A. Massot ins Leben gerufen, die als Vereinigung der Roqueforter Höhlen und der Käseproduzenten bis zum Jahr 1900 ein Gesellschaftskapital von 6½ Mio. Franc zusammengetragen hatte. Auf der Pariser Weltausstellung 1900 stellte die Genossenschaft einen der Juroren und führte ein eigenes Siegel, das auf zahlreichen eigens für die Genossenschaft produzierten Werbepostkarten dargestellt wurde.
1925 wurde ein Gesetz zum Schutz der Appellation Roquefort verabschiedet. Als erstes Gesetz dieser Art in Frankreich für einen spezifischen Käse war es sehr allgemein formuliert. So erlaubte es die Erzeugung der Milch nicht nur in den damals bereits etablierten Gebieten, sondern in allen Regionen des französischen Staatsgebietes mit denselben Merkmalen in Bezug auf Schafrassen, Grasland und Klima. In einem Rechtsstreit um die genaue Auslegung entschied das Tribunal de Grande Instance von Millau 1961, dass die Reifung in den Höhlen von Roquefort-sur-Soulzon erfolgen muss. Mit dem Anstieg des Roquefort-Absatz konnten die heimischen Lacaune-Milchschafe nicht mehr ausreichend Milch zur Deckung der Nachfrage liefern. Deshalb wurde das ursprüngliche Bezugsgebiet für die Lacaune-Schafmilch in den Départements Lozère, Aveyron, Tarn, Aude, Hérault und Gard ausgeweitet: ab 1979 durfte u. a. auch aus dem Département Alpes-Maritimes, dem Baskenland und aus Korsika vorproduzierter Käse ins Aveyron geschickt werden, damit er dann in den Höhlen von Roquefort reifen konnte. Mit der Anpassung der geographischen Vorgaben von 2005 wurden u. a. Korsika und das Baskenland wieder ausgeschlossen, andererseits aber das Kerngebiet auf 560 Kommunen in einem Radius von ca. 100 km rund um Roquefort-sur-Soulzon erweitert.
Als Garantiezeichen trägt der Käse neben dem Prüfsiegel AOP ein 1930 entworfenes Logo mit einem roten Schaf in ovalem Rahmen. Umlaufend steht dort der Name der Erzeugergemeinschaft Conféderation Générale des Producteurs de lait de brebis et des Industriels de Roquefort mit dem Zusatz Garanti d'origine et de Qualité (Ursprung und Qualität garantiert).

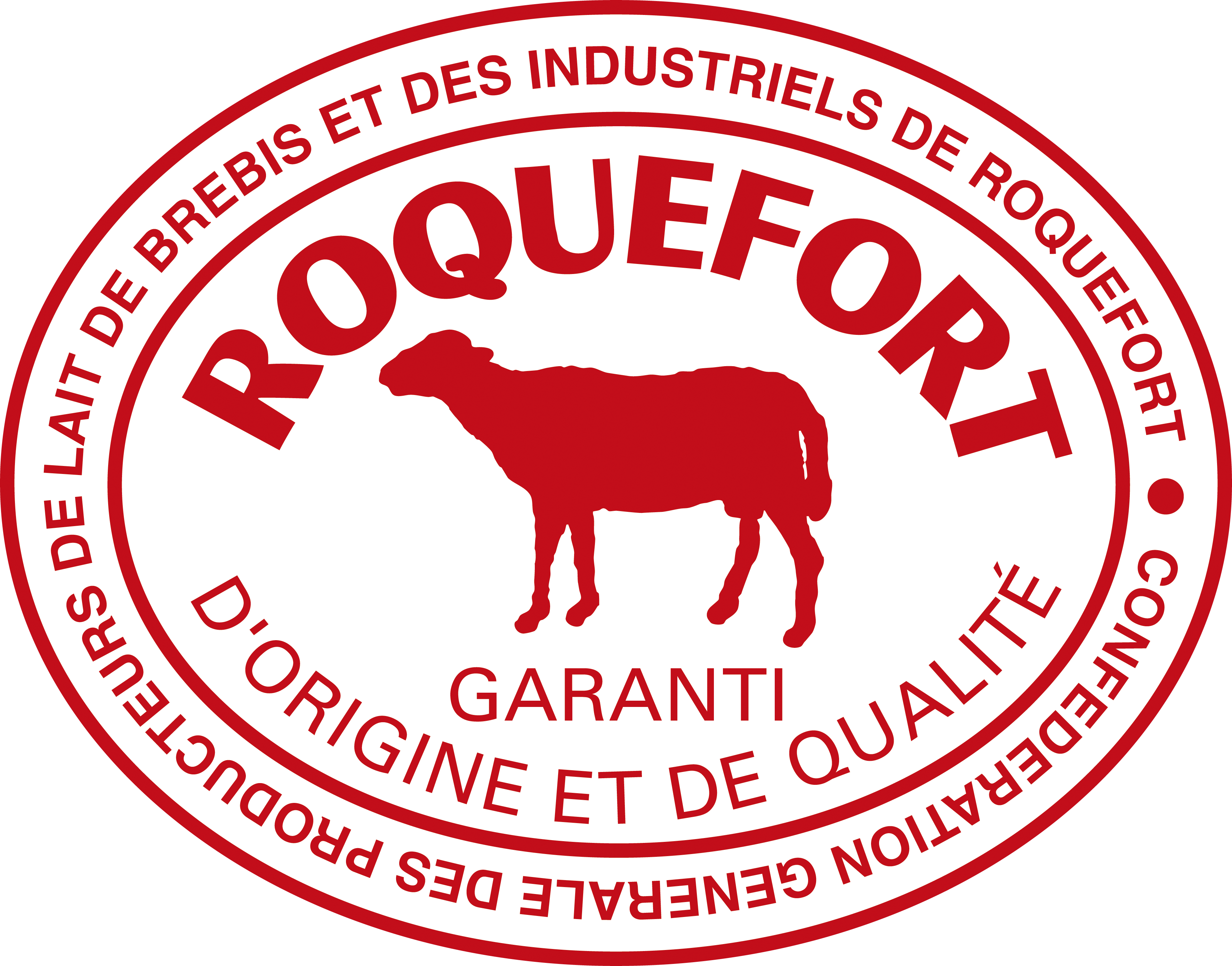
Roquefort Prüfsiegel zusätzlich zum AOP-Logo

In Australien und Neuseeland durften seit 1994 nur hitzebehandelte (thermisierte oder pasteurisierte) Milchprodukte gehandelt werden, während Produkte aus Rohmilch wegen einer möglichen Gesundheitsgefährdung mit einem Handelsverbot belegt waren. Daher war in diesen beiden Ländern auch der Verkauf von Rohmilchkäsen einschließlich des Roquefort verboten. Für Australien konnte Frankreich eine ab 2005 gültige, auf den Roquefort beschränkte Ausnahmegenehmigung erwirken. Neuseeland hat im Rahmen eines Veterinärabkommens mit der Europäischen Union 2007 den Import von Rohmilchkäsen wieder erlaubt.

## Herstellung

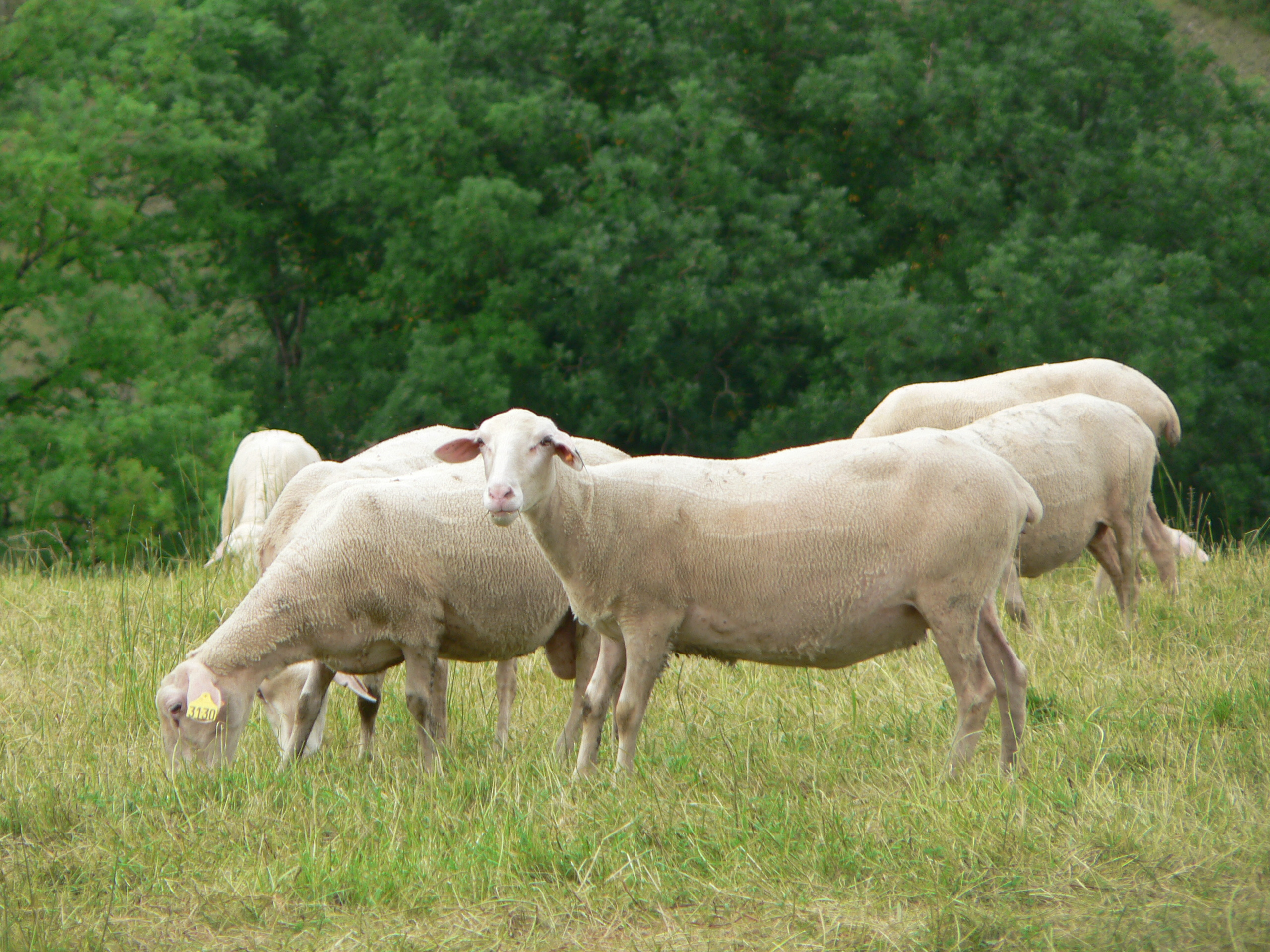
Lacaune-Schafe auf der Weide

Zunächst gießt der Käser die Morgenmilch mit der Abendmilch des Vortages zusammen. Die Mischung wird mit Lab dickgelegt, danach wird der Bruch zerteilt und in perforierte Formen geschöpft, damit die Molke abläuft. Nun wird dem Käse eine Kultur des in den Felshöhlen natürlich vorkommenden Edelschimmels Penicillium roqueforti zugesetzt. Während des Wachstums im Käse gibt der Pilz verschiedene Methylketone in den Käse ab, die für das Aroma verantwortlich sind. Zur Erzeugung der Schimmelpilzkulturen werden eigens zu diesem Zweck große Brotlaibe gebacken, die außen eine nahezu verbrannte Kruste aufweisen und innen relativ feucht sind. Die Laibe werden in den Felsenkellern, in denen auch die Reifung des Roquefort stattfindet, gelagert, bis sie von innen her verschimmeln. Die Brote werden dann zu einem feinen Pulver gemahlen und für die Käseproduktion verwendet.
Eine Woche lang verbleibt der Käse in perforierten Tonformen in einem Reifungsraum und wird regelmäßig gewendet, anschließend werden die Laibe in die Höhlen von Combalou gebracht, aus der Form gehoben und gesalzen. Damit sich der Pilz entfalten kann, muss der Käse mit Nadeln angestochen („pikiert“) werden, ein Vorgang, der heute meist maschinell ausgeführt wird. Über die Nadelkanäle wird dem Pilz Luftsauerstoff zugeführt, den er für sein Wachstum benötigt.
Rund drei Wochen später werden die Laibe in Zinnfolie gewickelt und zur Nachreifung für weitere drei Monate oder länger in kühlere Teile der Höhlen gebracht.
Die Gewölbekeller gehören der von Bauern 1842 gegründeten „Société des Caves“, der Gemeinschaft der Roquefort-Käser und sind teilweise seit dem 17. Jahrhundert unverändert. Zahlreiche Felsspalten, Fleurines genannt, lassen frische Luft eindringen. Die unabhängig von der Jahreszeit sehr gleichmäßigen Temperaturen (zwischen fünf und sieben °C) und die gesättigte Luftfeuchtigkeit sorgen für optimale Reifebedingungen.
Gleich hinter dem Ort Roquefort-sur-Soulzon liegen insgesamt 17 Höhlen, die sich über 12 Stockwerke bis zu zwei Kilometer tief durch den Fels ziehen. Jede dieser Höhlen bietet jeweils leicht verschiedene Bedingungen und bringt einen Untertyp des Roquefort mit jeweils leicht variierender Ausprägung von Schimmelbildung und Geschmack hervor. Nach Ende der Reifung werden die zylinderförmigen Käselaibe mit einem Gewicht zwischen 2,5 und 3 Kilogramm halbiert, um die Intensität und Gleichmäßigkeit des Schimmels optisch zu beurteilen.
Aufgrund der Prüfung werden die Käse in verschiedene Qualitätsstufen eingeteilt. Der fertige Käse wird in Alufolie verpackt und mit einem Echtheitssiegel versehen. Die Produktion hat sich im 19. Jahrhundert zügig gesteigert:
Im Jahre 1800 wurden 250 Tonnen hergestellt, 1850 bereits 1440 Tonnen und 1867 gar 3500 Tonnen.
Roquefort wurde damals bereits nach ganz Europa, in die Vereinigten Staaten, die französischen Kolonien, ja sogar bis nach China exportiert.
2012 gab es sieben Hersteller:
- Der Marktführer, die Société des Caves et des Producteurs Réunis de Roquefort produzierte 2007 13400 Tonnen.[12]
- Die beiden Nächstgrößeren, die Fromageries Papillon und die Établissements Gabriel Coulet SA stellten 2011 jeweils 1800 Tonnen her.[13][14]
- Für Les Fromageries Occitanes sind keine Produktionsmengen verfügbar.
- Die Herstellungsmenge der Entreprise Vernières Frères lag 2013 bei 1300 Tonnen[15]
- Die Établissements Carles produzierten 2012 240 Tonnen.[16]
- Die SARL Yves Combes stellte als kleinster Roquefort-Produzent 150 Tonnen her.[17]

Diese Zahlen aus den Jahren 2007 bis 2013 zugrundelegend, ergibt sich für diese Jahre eine Gesamtproduktion von mindestens 18.690 Tonnen. 2021 wurden laut INAO noch 15.885 Tonnen produziert.
Einige dieser Käsereien betreiben in Roquefort-sur-Soulzon einen Werksverkauf und bieten Führungen durch die Felsenkeller und Produktionsanlagen an.

### Appellation d’Origine Protégée

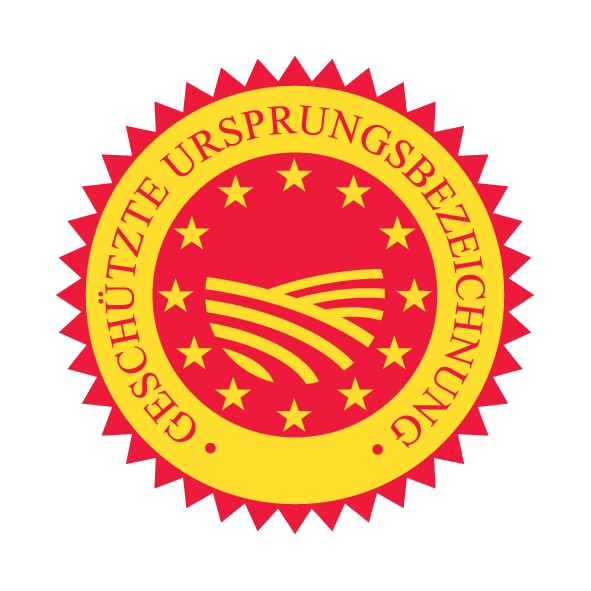
„appellation d’origine protégée“ (AOP), das heutige Schutzsiegel für den Roquefort-Käse

Das AOC-Siegel, womit der Roquefort den Schutz einer kontrollierten Herkunftsbezeichnung genoss, ging 1996 in den Schutz nach AOC in die neue Verordnung (EWG) 2081/1992 „zum Schutz von geographischen Angaben und Ursprungsbezeichnungen für Agrarerzeugnisse und Lebensmittel“ über, die mehrfach modifiziert wurde. Mit der Verordnung (EG) Nr. 1898/2006 wurde auch das neue Logo appellation d’origine protégée (AOP) für EU-weit geschützte Ursprungsbezeichnungen festgelegt.
Das AOP-Lastenheft schreibt viele Details der Herstellung vor:
Der Käse muss aus roher Schafsvollmilch hergestellt werden und einen Fettgehalt in Trockenmasse von mindestens 52 % aufweisen.
Die zylindrischen Laibe haben einen Durchmesser von 19 bis 20 cm bei einer Höhe von 8,5 bis 11,5 cm und einem Gewicht zwischen 2,5 und 3 Kilogramm und müssen mindestens 90 Tage im Felsenkeller reifen.
Die Milch muss aus detailliert definierten Teilen der weiter oben bereits genannten Départements kommen, die Reifung und alle danach folgenden Herstellungsschritte dürfen nur in Roquefort-sur-Soulzon stattfinden.
Die Milch muss von Schafen der Rasse Lacaune stammen, die, soweit es das Wetter ermöglicht, auf der Weide gehalten werden müssen. Zusätzliches Futter muss zu mindestens 75 % aus der Region stammen. Der Gesetzgeber hielt es für notwendig, ausdrücklich zu erwähnen, dass auch schwarze Schafe dieser Rasse zugelassen sind.
2019 brachte der Marktführer Société unter seiner Marke und in Roquefort-ähnlicher Verpackung das Produkt Bleu de Brebis auf den Markt. Es handelt sich dabei um eine weniger salzige und mildere Variante aus pasteurisierter Milch, die nicht nach den strengen AOP-Regeln hergestellt wird und deshalb billiger ist. Das löste sowohl bei der Gewerkschaft CFDT im Unternehmen, als auch beim Landwirtschaftspolitiker José Bové Proteste aus. Dem Unternehmen wurde vorgeworfen, die Verbraucher zu täuschen und der Reputation des Roquefort zu schaden.
Der nach der gleichen Technik aus pasteurisierter Kuhmilch hergestellte Käse, der in anderen Höhlen gereift wird, heißt Bleu des Causses und ist milder als Roquefort.

## Eigenschaften
Der Käse hat so gut wie keine Rinde und kommt als Halb- oder Viertellaib in Zinn- oder Aluminiumfolie gewickelt zum Verkauf im Anschnitt in den Handel. Der weiche, bröckelige Teig ist weiß bis elfenbeinfarben und mit graugrünen Pilzadern gleichmäßig durchsetzt. Länger gereifte Laibe verlieren ihre Bröckeligkeit und entwickeln sich in Richtung einer eher butterartigen Konsistenz bei einer gleichzeitigen Intensivierung des Geschmacks. Ungewöhnlich lange gelagerter Roquefort kommt jedoch nur selten in den Handel.
Er besitzt ein besonderes Milcharoma mit Anklängen an Nuss und Rosinen, ist pikant und vollwürzig mit 52 % Fett in der Trockenmasse. Im Juni, wenn es den ersten Roquefort des Jahres gibt, schmeckt er jung und frisch. Im Herbst ist er am pikantesten und kräftigsten. Für den einheimischen Markt hergestellter Käse ist weniger salzig als Exportware. Ein krümeliger Rand und wenig Schimmel sind Anzeichen von minderer Qualität. Erstklassiger Roquefort trägt Zusatzbezeichnungen wie Surchoix oder Selectionné par la Confrérie des Chevaliers du Taste Fromage de France.

## Legende
Der Legende nach soll die Herstellung des Roquefort vor langer Zeit durch Zufall entdeckt worden sein. Ein junger Schäfer soll beim Weiden seiner Schafe ein hübsches Mädchen gesehen haben. Da sie vor ihm weg lief, legte er sein Brot und seinen Schafskäse, den er als Proviant mit sich führte, in eine kühle Höhle und verfolgte das Mädchen. Er fand sie jedoch nicht und kehrte nach mehreren Tagen hungrig zur Höhle zurück. Dort stellte er fest, dass das Brot und der Käse mittlerweile verschimmelt waren. Sein großer Hunger zwang ihn dennoch, den Käse, der über und über mit blauem Schimmel überzogen war, zu essen. Erstaunt stellte der Schäfer fest, dass der Käse überaus köstlich schmeckte. Der Roquefort war geboren.